# Susan Mayer
Susan Mayer (született: Susan Bremmer, korábban: Susan Delfino) egy szereplő neve az amerikai ABC televíziós csatorna [./Https://en.wikipedia.org/wiki/Desperate_Housewives%3Fwprov=sfla1 Született feleségek] című sorozatában, megformálója Teri Hatcher.
Susan Mayer 1966 decemberében született. Elvált, lányát egyedül nevelő anya, akinek lánya már felnőtt, gyermekkönyvek illusztrálásával foglalkozik. Egyike a sorozat főszereplőinek, a többi főszereplő a barátnője akikkel időnként konfliktusba. A Lila Akác köz 4353-ban lakik és egy Volvo típusú autója van. 
| „                  | Köztudomású tény volt a Lila Akác Közben, hogy Susan Mayer bármerre is járt, a balszerencse biztosan követte. Malőrjei a közhelyestől a szokatlanon át a bizarrig terjedtek. | ” |
| – Mary Alice Young | |   |

## Története

### 1. évad
A férjével (Karl Mayer) való bonyolult szakítás után Susan hosszú ideig depressziós korszakát éli, és főként a lányával való törődésnek szenteli életét. Az ebből való szabadulás, egy jobb élet reményét látja az első évad elején szomszédságukba költöző vízvezeték-szerelőben, Mike Delfinóban, akivel egy ideig szerelmi kapcsolatot tart fenn. Szakításuk után hosszú ideig tisztázatlan marad kettejük viszonya.

Gyakran tűnik úgy, hogy Susan állandó társa a balszerencse – többek között egy ilyen eset segített szorosabbra fűzni viszonyát Mike-kal, amikor Susan egy véletlen folytán meztelenül kizárja magát saját házából, miután exférje, Karl elhajt a Susanról letekeredett és a kocsi ajtajába szorult törülközővel. Susan a hátsó ajtón próbál bejutni házába, ám végül egy bokorba esik, ahol Mike fedezi fel.
A sorozat történetének során Susan feszült viszonyt tart fenn a közelben lakó Edie Britt-tel. Kapcsolatuk sok változáson megy keresztül, ám legtöbbször Edie esküdt ellenségének tekinti Susant. Ezen a megítélésen legfőképpen azok az esetek rontanak, amikor Susan akaratán kívül keresztbe tesz Edie-nek. (Az első sorozat egyik epizódjában Susan azt gyanítja, hogy Edie-nek viszonya van Mike-kal, ezért kémkedni indul Edie házába, ám a dolog balul üt ki, mert Susan néhány gyertya felborítása után porig égeti vetélytársa házát.)

### 2. évad
A Második évadban Susan tudomást szerez arról, hogy Mike Zach Young igazi vér szerinti apja. Ettől Susan teljesen kiborul, de Susan-nek más gondja is van mert egy reggelen megpillantja volt férjét, Karl Mayert, Edie háza előtt egy alsógatyában ,
ezután Edie közli Susannel, hogy Karl azt mondta: élete eddigi legjobb éjszakája volt a múltkori. Ezután Susan véletlenül a kocsijával elüti Edie-t akinek eltörik a sípcsontja. Néhány hét múlva Susan és Mike elmennek a parkba keresni Zach-et és Susan meg is találja. Zach megint csak Julie-ról beszél, ezért Susan – hogy távol tartsa lányától – pénzt ad neki, hogy eljuthasson Utah-ba, ahol apja Paul Young van. Susan nem szól Mike-nak a történtekről. Ezután Paul Young visszatér a Lila Akác köz-be és elbeszélget Susannel, hogy megtudja hol van Zach. Hamarosan Paul elmondja Mike-nak, hogy Susan Utah-ba küldte Zach-et. Ezért Mike "örökre" szakít vele, amitől Susan kiborul.
Ezután Susan tudomást szerez az anyjától (Sophie-tól), hogy az apja nem is tengerész volt, hanem gazdaboltot vezetett Széplak másik részén, és neve a Addison Prudy , de Susan kapcsolata nem úgy alakul vele ahogy tervezte. Ezután Susan összejön egy sebésszel, Ron McCready -val és kiderül, hogy vándorlépe van, amit meg kell operálni. Susannek biztosítás kell a műtéthez. Ekkor Edie tanácsolja neki, hogy menjen feleségül egy férfihez, és végül Susan újra összeházasodik Karl-al. Susan már készen áll a műtétre ám becsúszik egy baki. Susan – félbódult állapotban – azt mondja a műtőben, hogy szereti Mike-ot. Ezután Ron szakít vele, és Edie is megtudja, hogy Karl elvette Susant. Karl a neki és Edie-nek szervezett eljegyzési partin azt mondja Susannek, hogy szereti. Néhány nap múlva felbukkan Susannél, mondván, hogy kirúgta Edie-t. Ezután Karl és Susan szeretkezése után Edie fölhívja Karl-t de Susan veszi föl és kiderül, hogy Karl nem is szakított Edie-vel ezután Susan nem is akarja látni Karl-t. Később Karl elhagyja Edie-t de csak annyit nyög ki Edie-nek, hogy egy másik nő miatt hagyta el őt. Edie nyomozásba kezd Karl szeretője után és még Susannel összebarátkozik, de Edie fölbérel egy magánnyomozott és ő sikerrel is jár, de fölajánlja Susan, hogy fizesse le őt és akkor nem szól Edie-nek ám Susannek nem volt erre elég pénze ezért Susan ír neki egy bocsánatkérő levelet Edie-nek ám másnap szól neki Mike, hogy hallotta őt a nyomozóval és hogy lefizette, ekkor Susan megpróbálja visszalopni a postástól, ám Edie mégis megkapja a levelet és amikor Susan átmegy Mike-hoz köszönetet mondani elmondja neki, hogy még mindig szereti eközben Edie átmegy Susan-höz egy kanna teli olajjal és előkap egy doboz gyufát. Hirtelen elkezd lángolni Susan háza. Igen, Edie bosszút állt…
Ezután Susan háza teljesen leég és a biztosító közli vele, hogy addig nem fizetnek, amíg az elkövetőt meg nem találják. Susan vesz lehallgató-készüléket és átmegy Edie-hez, és Edie el is mondja szörnyű tettét, ám Susan lebukik. Edie és Susan elkezd verekedni és Edie nekiesik a méhkasnak. Ezután Susan vesz egy lakókocsit és beköltöznek oda ő meg Julie. Ekkor Mike vesz egy gyűrűt, hogy eljegyezze Susan-t de Karl bosszúból vesz a lányoknak egy házat és amikor ezt megtudja Mike összeverekednek s Susan odagyja fogorvos ismerősének névjegyét aki nagyon különlegesen viselkedik Mike-kal.
Ezután Susan ír egy levelet Mike-nak, hogy találkozzanak a Fáklya-tónál és akkor eljegyzik egymást. Susan már várja Mike-ot, ám ő sose ér oda, mert a rejtélyes fogorvos Orson Hodge elgázolja őt…

### 3. évad
Susan nagyon magányosnak érzi magát Mike nélkül. Az intenzív osztályon megismerkedik egy angol származású férfival, Ian Hainsworth-szel. Susan elmegy a férfival a hegyekbe, ahol közel kerülnek egymáshoz, de amikor megtudja, hogy Mike felébredt a kómából azonnal rohan vissza a kórházba. Időközben azonban Edie már elcsavarta Mike fejét. Ezután Susan, Lynette és Gabrielle leisszák magukat, és Susan egy Ida Greenbergnek hívott taxival elmegy Ianhez, akinél épp egy összejövetel zajlik, és ott részegen elmondja Iannek, hogy szereti.
Susan megtudja, hogy lánya, Julie összemelegedett Austin McCann-nel, Edie unokaöccsével. Julie és Austin szeretkezni akarnak, s Edie-t kérik meg, hogy szerezzen Julie-nak fogamzásgátlót. Susan eközben megtudja, hogy Austin lefeküdt Danielle Van De Kamp-pel, és ezt el is mondja lányának, aki szakít a fiúval.
Mike-ot letartóztatják, és azzal vádolják, hogy megölte Monique Poliert. Ian szerez egy védőügyvédet Mike-nak. Susan arra gyanakszik, hogy Orson ölte meg a nőt, ezért felhívja a rendőrséget. A rendőrök pont akkor mennek Bree-ékhez, amikor Susan és Ian is ott vannak. Kiderül, hogy Susan vádolta meg Orsont, ezért Bree véget vet a barátságuknak.
Eközben Ian üzleti úton van, és a kórházból felhívják, hogy Jane (Ian kómában lévő felesége) állapota romlik. Ian megkéri Susant, hogy menjen be a kórházba, de Jane meghal.
Jane temetésén Susan elszólja magát, hogy ő Ian barátnője. Mindezt egy olyan nőnek meséli el, akinek tetszik Ian, ezért a nő tesz róla, hogy mindenki megtudja amit Susan mondott. Susan bánatában a hullaházban siránkozik a sarokban, de Ian megvigasztalja, s azt mondja neki, hogy majd el akarja venni feleségül.
Ian és Susan bemennek a kórházba Jane holmijáért, de tévedésből Mike Delfino-é kerül elő, amiben Ian megtalálja az eljegyzési gyűrűt, amit Mike Susannek szán. Ennek hatására a Scavo Pizzéria megnyitóján Ian megkéri Susan kezét, megelőzve Mike-ot. A férjek pókerpartiján Ian felajánlja Mike-nak, hogy ha nyer, akkor az övé Susan, viszont ha veszít, akkor Mike örökre békén hagyja Susant. A játékot végül Ian nyeri.
Mike mindenhová követi Iant és Susant, és egyszer, amikor Susan belehajt egy tóba, Mike siet a segítségükre, különösen Ianére, aki nem tud úszni. Susan köszönetképpen ajándékot akar Mike-nak, Iannek azonban nem tetszik az ötlet. Amikor Susan átadja az ajándékot Mike-nak, a férfi megcsókolja.
Ian be akarja bizonyítani Susannek, hogy nem féltékeny Mike-re, ezért meghívja a férfit magukhoz vacsorára. A vacsorán Mike bevallja Susannek, hogy még mindig szereti, de ekkor Ian elszólja magát a megegyezést illetően, s ettől Susan teljesen kiborul.
Ezután Susan egyiküket sem akarja látni. Elmegy egy pszichiáterhez, aki rádöbbenti, hogy választania kell a két férfi között. Másnap Susan elmegy Mike-hoz, és elmondja neki a döntését: összeházasodik Iannel. Hazaérve Susan meghallgatja Mike üzenetét, amit a rögzítőn hagyott. Ian felajánlja Susannek, hogy kilép az életéből, ha nem ő jelenti számára a boldogságot. Másnap átmegy Susanhoz Ida Greenberg, és közli vele, hogy Mike elköltözött.
Susan Carlostól megtudja, hogy Mike a hegyekbe ment kirándulni. A nő elhatározza, hogy követi, mert tudja, hogy szereti. Susan és Julie útnak indulnak, ám közlik velük, hogy a túrán csak kísérettel vehetnek részt. Útközben Susan egyfolytában az életéről csacsog az idegenvezetőnek, aki kioktatja: ha állandóan drámázik, sosem találja meg a boldogságot. Másnap Susan egyedül indul útnak, és eltéved az erdőben. Másnap reggel Mike rátalál a földön alvó Susanre, felemeli, és megcsókolja.
Mike és Susan elmegy vacsorázni, és Susan arra vár, hogy a férfi mikor kéri meg a kezét. Susan már épp feladja a reményt, mikor Mike elviszi a régi lakókocsihoz, s ott megkéri Susan kezét, pontosabban Susan az övét. Ezután Susan igyekszik az Iannel lemondott esküvőt újraszervezni. Kiderül, hogy Susan és Mike esküvője egy napra esik Gabrielle és Victor esküvőjével, és Gabrielle lenyúlta Susan esküvői virágosát is. Gaby és Susan együtt iszogatnak, és kitalálják, hogy legyen duplaesküvő. A terv végül nem valósul meg, mert Susan felül akarja múlni Bree esküvőjét is. Mike éjjeli munkákat vállal, hogy ki tudják fizetni az esküvőt.
Aznap éjszaka hívás érkezik Mike-hoz egy munkával kapcsolatban. A hívás valójában Susantól jön, aki titokban megszervezte az esküvőt az erdőben a Gabyt és Victort összeadó pappal. A szertartáson Julie is jelen van, Susan és Mike pedig végre összeházasodnak.

### 4. évad
A  Most már tudod! című epizódban Susant nagy meglepetésként éri, hogy az új szomszéd nem más, mint a 12 évvel ezelőtt itt lakó Katherine Mayfair. Katherine lánya Dylan legjobb barátja Julie volt, de a lány egyáltalán nem emlékszik arra, hogy valaha a Lila Akác közben laktak volna, s ezt Julie elmondja Susannek, aki továbbadja a hírt a barátnőinek.
Ezután a Lila Akác köz hölgyei között új pletyka terjeng Katherine-ről, amit ő nem tud.
Egyik nap Susan eszébe jut, épp amikor megy át Katherine-hez, hogy milyen hirtelen költöztek el Katherine-ék. 12 évvel ezelőtt Susan és az akkor életben lévő Mary Alice Young átmentek Katherine-hez, aki közölte, hogy elköltöznek, mert kapott egy chicagói állást.

### 5. évad
Mike és Susan autóbalesetet szenvednek, amelynek áldozatai Lila és Paige Dash. Susan nem tudja feldolgozni halálukat, Mike-nak ez egyszerűbben megy, amit a nő nem tud elfogadni, és kiborulásaival az őrületbe kergeti férjét, majd Susan beadja a válópert.
Susannak traumát okozott Mike-kal való válása, amit egy titkos kapcsolattal szeretne enyhíteni. Szerelmes lesz Jacksonba, ám a férfi magával hívja egy másik városba, de ő itthon marad a fiával, nem költözik el.
Meglepetésként éri, hogy régi legjobb barátnője Kathrine, összeköltözik Mike-kal, ráadásul Maynard jobban szereti apja kedvesének főztjét, mint Susanét.
Ámde van mitől félni mivel az új szomszéd, Dave Williams, Edie férje mint kiderül bosszút szeretne állni felesége és kislánya "gyilkosán", és sugallja, hogy Mike-on kívül még Susan és MJ is célpont lehet.
(Dave Williams álnév, eredeti neve Dash.)

## Idézetek
- "Azt hiszem kihívó vagyok – a sorsot hívom ki magam ellen."
- "Dühös vagyok, mert nagyon kedvellek, anélkül, hogy bármit is tudnék rólad."
- "Ez a ruha így is felcsúszik. Ha jobban sietnék, mindenkinek boldog Valentin napot csinálnék."
- "Edie 17:45-re ígérte magát, ami azt jelenti, hogy a mellei 17:30-ra érkeznek – tehát én becélozom az öt órát."

## Bűntény
Susan véletlenül fölgyújtotta Edie Britt házát.

## A Színfalak mögött
- Courteney Cox és Heather Locklear is visszautasították a szerepet – Cox volt Cherry elsődleges jelöltje, ám terhessége miatt nem vállalta, Locklear pedig állandó szerepet vállalt a LAX című sorozatban. Teri Hatcher előtt felmerült még Michelle Rodriguez, Calista Flockhart és Mary-Louise Parker neve is.